# Équipe d'Algérie de football à la Coupe d'Afrique des nations 1996
Cet article relate le parcours de l’Équipe d'Algérie de football lors de la Coupe d'Afrique des nations de football 1996 organisée en Afrique du Sud du 19 janvier 1996 au 3 février 1996.

## Effectif
| N° | Pos | Nom                      | Date de naissance | Sélections | Buts | Club           |
| -- | --- | ------------------------ | ----------------- | ---------- | ---- | -------------- |
|    | GB  | Omar Hamenad             | 7 février 1969    | 0          | 0    | JS Kabylie     |
|    | GB  | Mohamed Haniched         | 30 avril 1968     | 0          | 0    | US Chaouia     |
|    |     |                          |                   |            |      |                |
|    | DF  | Rezki Amrouche           | 17 novembre 1970  | 0          | 0    | JS Kabylie     |
|    | DF  | Omar Belatoui            | 4 septembre 1969  | 0          | 0    | MC Oran        |
|    | DF  | Tarek Ghoul              | 6 janvier 1975    | 0          | 0    | USM El Harrach |
|    | DF  | Fayçal Hamdani           | 13 juillet 1970   | 0          | 0    | WA Boufarik    |
|    | DF  | Tarek Lazizi             | 8 juin 1971       | 0          | 0    | MC Alger       |
|    | DF  | Mahieddine Meftah        | 25 septembre 1968 | 0          | 0    | JS Kabylie     |
|    | DF  | Mourad Slatni            | 5 février 1966    | 0          | 0    | CR Belouizdad  |
|    |     |                          |                   |            |      |                |
|    | ML  | Karim Bakhti             | 13 octobre 1969   | 0          | 0    | CR Belouizdad  |
|    | ML  | Billel Dziri             | 21 janvier 1972   | 0          | 0    | USM Alger      |
|    | ML  | Tahar Chérif El-Ouazzani | 10 juillet 1967   | 0          | 0    | MC Oran        |
|    | ML  | Moussa Saïb              | 6 mars 1969       | 0          | 0    | AJ Auxerre     |
|    | ML  | Abdelhafid Tasfaout      | 11 février 1969   | 0          | 0    | AJ Auxerre     |
|    | ML  | Abdelaziz Guechir        | 6 avril 1968      | 0          | 0    | CA Batna       |
|    | ML  | Sid Ahmed Zerrouki       | 30 août 1970      | 0          | 0    | MC Oran        |
|    | ML  | Ali Dahleb               | 25 août 1969      | 0          | 0    | WA Tlemcen     |
|    |     |                          |                   |            |      |                |
|    | AT  | Kamel Kaci-Saïd          | 13 décembre 1967  | 0          | 0    | Zamalek SC     |
|    | AT  | Khaled Lounici           | 9 juillet 1967    | 0          | 0    | USM El Harrach |
|    | AT  | Ali Meçabih              | 2 avril 1972      | 0          | 0    | MC Oran        |
|    | AT  | Azzedine Rahim           | 31 mars 1972      | 0          | 0    | USM Alger      |
|    | AT  | Nacer Zekri              | 3 août 1971       | 0          | 0    | MC Alger       |

## Phase qualificative

### Groupe 4
| R  | Équipe   | J  | G | N | D | Bp | Bc | Diff. | Pts. |
| -- | -------- | -- | - | - | - | -- | -- | ----- | ---- |
| 1. | Égypte   | 10 | 6 | 3 | 1 | 24 | 5  | +19   | 15   |
| 2. | Algérie  | 10 | 4 | 5 | 1 | 12 | 7  | +5    | 13   |
| 3. | Ouganda  | 10 | 3 | 4 | 3 | 11 | 16 | -5    | 10   |
| 4. | Tanzanie | 10 | 4 | 0 | 6 | 14 | 15 | -1    | 8    |
| 5. | Soudan   | 10 | 3 | 2 | 5 | 10 | 14 | -4    | 8    |
| 6. | Éthiopie | 10 | 2 | 2 | 6 | 4  | 18 | -14   | 6    |

| 4 septembre 1994 | Addis Ababa  | Éthiopie | vs | Algérie  | 0-0 |
| 14 octobre 1994  | Alger        | Algérie  | vs | Soudan   | 1-1 |
| 12 novembre 1995 | Kampala      | Ouganda  | vs | Algérie  | 1-1 |
| 8 janvier 1995   | Alger        | Algérie  | vs | Égypte   | 1-0 |
| 21 janvier 1995  | Dar Es Salam | Tanzanie | vs | Algérie  | 2-1 |
| 7 avril 1995     | Alger        | Algérie  | vs | Éthiopie | 2-0 |
| 24 avril 1995    | Khartoum     | Soudan   | vs | Algérie  | 0-2 |
| 2 juin 1995      | Alger        | Algérie  | vs | Ouganda  | 1-1 |
| 14 juillet 1995  | Le Caire     | Égypte   | vs | Algérie  | 1-1 |
| 30 juillet 1995  | Alger        | Algérie  | vs | Tanzanie | 2-1 |

## Phase Finale

### 1ertour

#### Groupe B
| 14 janvier 1996 | Zambie | 0 – 0 | Algérie | Free State Stadium, Bloemfontein            |
|                 |        |       |         | Spectateurs : 9 000 Arbitrage : Ali Bujsaim |

| 18 janvier 1996 | Algérie         | 2 – 0 | Sierra Leone | Free State Stadium, Bloemfontein           |                                            |
|                 | Meçabih 41e 63e |       |              | Spectateurs : 1 500 Arbitrage : Ian McLeod | Spectateurs : 1 500 Arbitrage : Ian McLeod |

| 24 janvier 1996 | Algérie                | 2 – 1 | Burkina Faso | EPRFU Stadium, Port Elizabeth                  |                                                |
|                 | Lounici 2e · Dziri 75e |       | 83e Zongo    | Spectateurs : 180 Arbitrage : Charles Massembé | Spectateurs : 180 Arbitrage : Charles Massembé |

| Place | Club         | Pts | J | V | N | D | Buts + | Buts - | Diff. |
| 1er   | Zambie       | 7   | 3 | 2 | 1 | 0 | 9      | 1      | +8    |
| 2e    | Algérie      | 7   | 3 | 2 | 1 | 0 | 4      | 1      | +3    |
| 3e    | Sierra Leone | 3   | 3 | 1 | 0 | 2 | 2      | 7      | -5    |
| 4e    | Burkina Faso | 0   | 3 | 0 | 0 | 3 | 3      | 9      | -6    |

### Quarts de Finale
| 27 janvier 1996 | Afrique du Sud         | 2 – 1 | Algérie    | FNB Stadium, Johannesburg                    |                                              |
|                 | Fish 72e · Moshoeu 85e |       | 84e Lazizi | Spectateurs : 80 000 Arbitrage : Ali Bujsaim | Spectateurs : 80 000 Arbitrage : Ali Bujsaim |

## Meilleurs buteurs de l'équipe
- 2 buts
  - Ali Meçabih
- 1 but
  - Tarek Lazizi
  - Khaled Lounici
  - Billel Dziri